# Pontophilus occidentalis
Pontophilus occidentalis är en kräftdjursart som beskrevs av Faxon 1893. Pontophilus occidentalis ingår i släktet Pontophilus och familjen Crangonidae. Inga underarter finns listade i Catalogue of Life.